# 鲍里索夫卡
50°35′N 36°01′E / 50.583°N 36.017°E
鲍里索夫卡（羅馬化：Borisovka）是俄羅斯別爾哥羅德州的一個市级镇，是鲍里索夫卡区的行政中心。2021年人口13,175人，2016年人口13,743人。该市2002年被列入俄罗斯历史名城名单。
1917年十月革命结束后改设村，属于库尔斯克州格赖沃龙县（Грайворонский уезд）的一部分。